# Menkhausen (Schmallenberg)

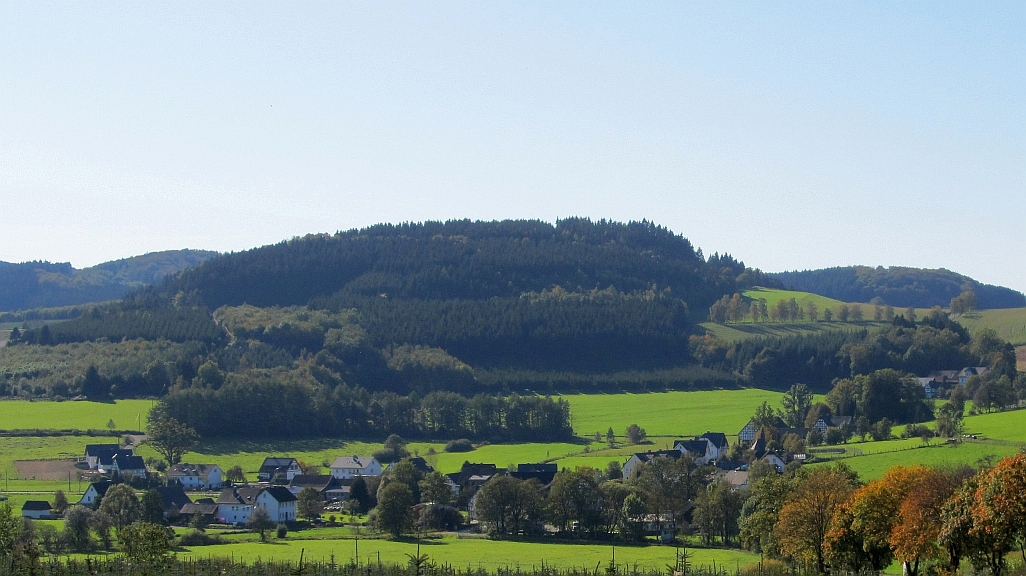
Menkhausen

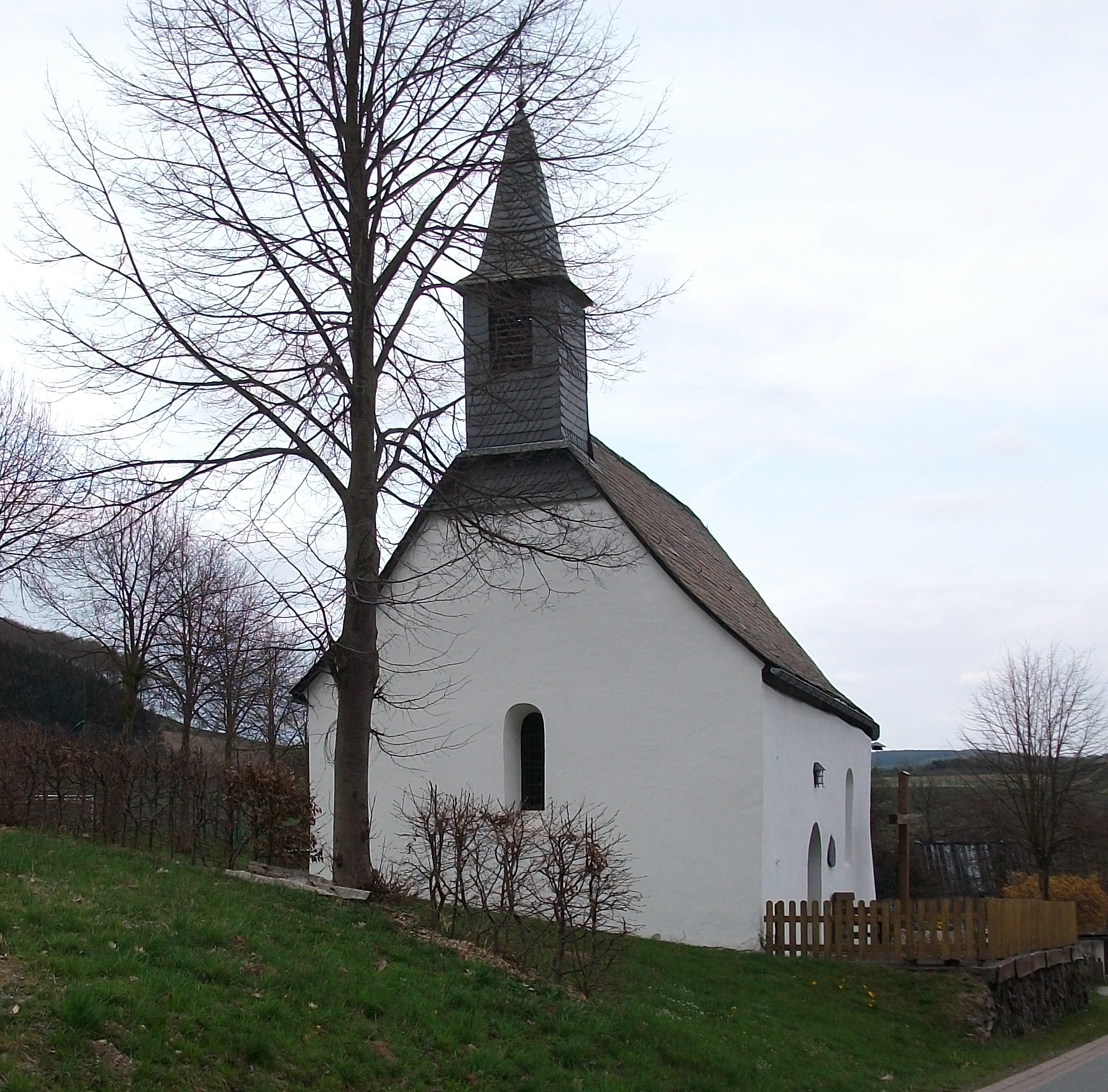
Kapelle in Menkhausen

Menkhausen ist ein Ortsteil der Stadt Schmallenberg in Nordrhein-Westfalen.

## Geografie

### Lage
Das Dorf liegt rund 8 km nordwestlich von Schmallenberg am Fuße des 425 m hohen Drasenbergs in einer Höhe von rund 330 m über NN. Durch den Ort fließt die Wenne. Das Dorf grenzt an das Landschaftsschutzgebiet Wenneaue von Niederberndorf bis nördlich Grimminghausen und das Landschaftsschutzgebiet Offenland um Menkhausen.

### Nachbarorte
Angrenzende Orte sind Niederberndorf, Landenbeckerbruch, Niederlandenbeck, Dorlar und Grimminghausen.

## Geschichte
1202 überträgt Graf Gottfried II. von Arnsberg an das Kloster Wedinghausen den Hof zu Herdringen und anderen Gütern. Zeuge dieser Übertragung war ein Alexander von Menkhausen und sein Bruder Albertus.
Der Dorls Hof zu Menkhausen ist im 14. und 15. Jahrhundert Sitz der Freigrafen des Landes Fredeburg. 1536 wurde die steuerpflichtige Menkhausener Bevölkerung im Schatzungsregister namentlich erfasst.
Bis zur kommunalen Neugliederung in Nordrhein-Westfalen gehörte Menkhausen zur Gemeinde Berghausen. Seit dem 1. Januar 1975 ist Menkhausen ein Ortsteil der Stadt Schmallenberg.

## Religion
In Menkhausen steht die katholische denkmalgeschützte St. Agatha Kapelle aus dem Jahr 1667. Am 1. Oktober 1921 wurde Menkhausen kirchlich der Pfarrei Dorlar angegliedert.